# Штейнберг, Дмитрий Максимилианович
Дми́трий Максимилиа́нович Ште́йнберг (19 апреля 1909—1962) — советский энтомолог, доктор биологических наук, профессор (1949).

## Биография
Родился в 1909 году в Санкт-Петербурге, в семье композитора Максимилиана Осеевича Штейнберга; внук композитора Н. А. Римского-Корсакова  и гебраиста О. Н. Штейнберега.
Окончил биолого-почвенный факультет ЛГУ в 1930 году.
С 1931 года работал во Всесоюзном институте защиты растений, преподавал на кафедре общей биологии 2-го Ленинградского медицинского института.
В 1941—1945 годах находился на фронтах Великой Отечественной войны, уйдя добровольцем в дивизию народного ополчения. Майор медицинской службы, начальник лаборатории эвакогоспиталя на Ленинградском фронте.
Одновременно в 1942—1944 годах был заведующим кафедрой общей биологии 2-го Ленинградского медицинского института, которую возглавил после смерти П. П. Иванова (1878—1942).
В 1945—1962 годах работал в Зоологическом институте АН СССР в Ленинграде:
- в 1949—1953 — начальник экспедиции по изучению фауны степей Западного Казахстана и пустынь Туркмении;
- в 1954—1959 — заместитель директора института по научной части;
- с 1960 — заведующий лабораторией экспериментальной энтомологии и теоретических основ биологической борьбы с вредителями-насекомыми.

Вице-президент Всесоюзного энтомологического общества.
Автор около 40 научных работ по систематике, морфологии и физиологии насекомых, проблемам диапаузы, холодоустойчивости и фитопериодизма у насекомых, вопросам биологических факторов в борьбе с насекомыми-вредителями.
Скончался в 1962 году в Ленинграде.

## Семья
Первая жена — Кира Александровна Мещерская (1909—1991) — биолог и фармаколог.
- Сын — Сергей Дмитриевич Штейнберг (1932 — 25 октябрь 2001)[3]

Вторая жена — Екатерина Ивановна Рачковская (1927—2019), геоботаник, ботаник-географ, картограф, специалист в области изучения растительности аридных регионов,
- Дочь — Ольга Дмитриевна Штейнберг (род. 1951)[4]

Третья жена — Елена Фёдоровна Мартынова (1925—2003) — энтомолог, специалист по систематике ногохвосток.
- Дочь — Наталия Дмитриевна Штейнберг (род. 1961)[5]